# Lucía Filippini
Santa Lucía Filippini (Tarquinia, 13 de enero de 1672 - Montefiascone, 25 de marzo de 1732) fue una religiosa italiana, fundadora de la congregación religiosa de las Maestras Pías Filipenses. Es venerada como santa por la Iglesia católica.

## Biografía

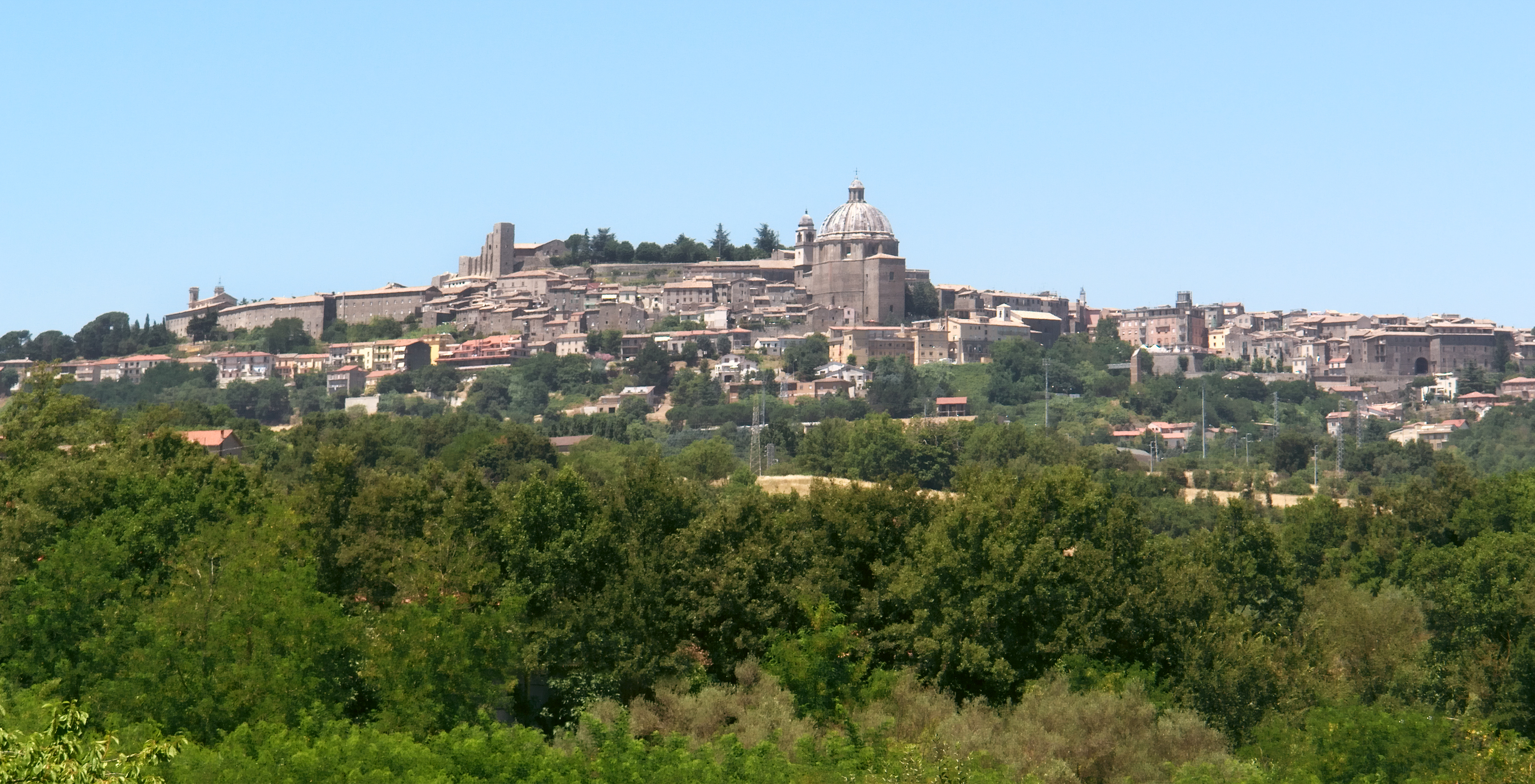
Montefiascone, con la cúpula de la catedral donde está enterrada la santa.

Quinto y último nacido de Felipe Filippini and Magdalena Picchi, quedó huérfana de ambos padres a temprana edad, cuando solo tenía seis años, sus tíos la encomendaron al cuidado de las monjas benedictinas de Santa Lucía.
Ella fue discípula del cardenal Marco Antonio Barbarigo y colaboradora de Rosa Venerini, fundadora de la congregación de las Maestras Pías, que fundaron y enseñaban en scuole pie (escuelas pías) gratuitas, para niñas pobres a Montefiascone y otras ciudades del Lacio.
En 1707 Clemente XI la invitó a fundar una escuela a Roma. Como que, por deseo del fundador, la congregación de las Maestre Pie no podía actuar fuera de la diócesis de Montefiascone, Lucia tuvo que fundar, para la gestión de la escuela romana, una nueva congregación de enseñantes, las nombradas Maestras Pías Filipenses. Aunque es autónoma respecto a la congregación de Venerini, comparte los objetivos.
Su estatua conmemorativa se encuentra a lo largo de la nave principal de la Basílica de San Pedro, dentro del primer nicho superior en el lado izquierdo de la entrada sur.